# Medetera londti
Medetera londti är en tvåvingeart som beskrevs av Grichanov 2000. Medetera londti ingår i släktet Medetera och familjen styltflugor. Inga underarter finns listade i Catalogue of Life.